# Solenopsis africana
Solenopsis africana es una especie de hormiga del género Solenopsis, subfamilia Myrmicinae.

## Distribución
Esta especie se encuentra en República Democrática del Congo y Kenia.